# Alegria (película de 2024)
Alegria (en ucraniano: Щастя)  - cortometraje Román Kachánov. Protagonizada por Alexey Gorbunov. La película se estrenó el 12 de abril de 2024 en Kyiv y el 19 de mayo de 2024 en Varsovia.

## Argumento
Un anciano vive en un pequeño pueblo español. Es un refugiado de Ucrania. Huye de la guerra que se desarrolla en su tierra natal. Vive en una pensión para ancianos. Todos los días deambula por el terraplén jugando al dominó con ancianos españoles. Una tarde, su familia viene a recoger al Viejo.

## Reparto
- Oleksiy Gorbunov - El viejo
- Iryna Kudashova - Hija
- Kvitoslava Vorobei - Nieta
- Vladislav Beloshein - El esposo
- Andres Avelino Castelao - Andres
- Alejandro Blanco Vega  - Doctor
- Francisco Oliveros Jimez - Paco
- Darya Kudryavtseva- La enfermera
- Roman Antonov - Hombre en un restaurante 1
- Yan Vaynruch - Hombre en un restaurante 2
- Vasiliy Strelko - Residente de la pensión